# Jean Amrouche
Jean Elmouhouv Amrouche (Ighil Ali, 7 febbraio 1906 – Parigi, 16 aprile 1962) è stato uno scrittore, poeta e critico letterario algerino con cittadinanza francese.
Nato in una famiglia di cabili cristiani (emigrati in Tunisia quando era ancora piccolo), si è formato nella doppia cultura berbera e francese (evidenziata dai due nomi, Jean ed Elmouhouv).

## Biografia
Figlio di Fadhma Aït Mansour Amrouche (autrice di una notevole autobiografia in francese, Histoire de ma vie) e fratello di Taos Amrouche, anch'essa scrittrice francofona, è considerato il primo poeta algerino di espressione francese. Le sue due prime creazioni poetiche sono Cendres ("Ceneri", 1934) e Etoile secrète ("Stella segreta", 1937). Attraverso la sua poesia, Jean Amrouche testimonia in modo commovente il proprio dramma interiore: lacerazione, sofferenza, esilio e nostalgia. Tutti i suoi scritti rivelano il costante impegno per impedire alla cultura berbera di morire.
In seguito, nel 1939, Jean pubblica la traduzione di quei Canti berberi della Cabilia che ha appreso dalla madre e che verranno poi magistralmente eseguiti in pubblico dalla sorella Taos.
Durante la Seconda guerra mondiale incontra a Tunisi André Gide e si unisce agli ambienti gollisti di Algeri. Dopo un anno passato ad Algeri (febbraio 1944-febbraio 1945), si trasferisce a Parigi, dove pubblica numerosi articoli di critica letteraria, soprattutto nella rivista L'Arche, da lui diretta, che pubblica i grandi della letteratura francese (Antonin Artaud, Maurice Blanchot, Henri Bosco, Joë Bousquet, Roger Caillois, Albert Camus, René Char, Jean Cocteau, André Gide, Julien Green, Pierre Jean Jouve, Jean Lescure, Henri Michaux, Jean Paulhan, Francis Ponge). In questa rivista pubblica il suo più celebre saggio, L'éternel Jughurta ("L'eterno Giugurta", 1946).
Parallelamente, Jean Amrouche svolge una intensa attività radiofonica, animando trasmissioni letterarie su Tunis-P.T.T. (1938–1939), Radio France Alger (1943–1944), e soprattutto Radio France Paris (1944–1958), alle quali invita filosofi (Gaston Bachelard, Roland Barthes, Maurice Merleau-Ponty, Edgar Morin, Jean Starobinski, Jean Wahl), poeti o romanzieri (Claude Aveline, Georges-Emmanuel Clancier, Pierre Emmanuel, Max-Pol Fouchet, Jean Lescure, Kateb Yacine) e pittori (Charles Lapicque).
Con la serie dei suoi entretiens ("conversazioni") inventa un nuovo genere radiofonico. Sono da segnalare in particolare i suoi 34 Entretiens avec André Gide (1949), i 42 Entretiens avec Paul Claudel (1951), i 40 Entretiens avec François Mauriac (1952–1953), i 12 Entretiens avec Giuseppe Ungaretti (1955–1956).
A causa delle sue posizioni politiche viene allontanato da Radio France ad opera del Primo ministro dell'epoca, mentre funge da intermediario tra le istanze del Fronte di Liberazione Nazionale algerino e il generale de Gaulle, di cui è un interlocutore privilegiato. Continuerà a trasmettere alla radio svizzera, Losanna e Ginevra, facendosi portavoce, tra il 1958 e il 1961 della causa algerina.
Scrive su Afrique action del 13 febbraio 1961: «L'Algeria potrà effettivamente divenire quella che noi speriamo che sarà, questa nazione multirazziale capace di superare gli antagonismi religiosi? Diventerà quello che non esiste da nessuna parte al mondo, vale a dire la patria dell'uomo, in cui le sue componenti, che sono tutte componenti importanti: religiose, linguistiche, passionali e mitologiche saranno superate?». Jean Amrouche morì di cancro poche settimane dopo gli accordi di cessate il fuoco, prima di avere una risposta alla sua domanda.
Tra il 1928 e il 1961 Jean Amrouche ha tenuto un diario che è tuttora inedito.

## Opere principali

### Poesie
- Cendres, poesie (1928–1934). 1 edizione, Tunisi, Mirages, 1934. 2 edizione, Parigi, L'Harmattan, presentazione di Ammar Hamdani, 1983
- Etoile secrète. 1 edizione, Tunisi, "Cahiers de barbarie", 1937. 2 edizione, Parigi, L'Harmattan, presentazione di Ammar Hamdani, 1983
- Chants berbères de Kabylie. 1 edizione, Tunisi, Monomotapa, 1939. 2 edizione, Parigi, collana "Poésie et théâtre", diretta da Albert Camus, Edizioni Edmond Charlot, 1947. 3 edizione, Parigi, L'Harmattan, prefazione di Henry Bauchau, 1986. 4 edizione (bilingue), Paris, L'Harmattan, prefazione di Mouloud Mammeri, testi raccolti, trascritti e annotati da Tassadit Yacine, 1989
- Tunisie de la grâce, con incisioni di Charles Meystre, Rénens (Svizzera), Henri Chabloz stampatore e tipografo, tiratura limitata, 1960. Ripubblicato nella rivista "Etudes méditerranéennes", nº 9, Parigi, maggio 1961
- Le poesie Ebauche d'un chant de guerre (in memoria di Larbi Ben M'hidi, morto in carcere il 4 marzo 1957) e Le combat algérien (scritte nel giugno del 1958), pubblicate su riviste, sono state riprese in Espoir et Parole, poesie algerine raccolte da Denise Barrat, Parigi, Pierre Seghers editore, 1963

### Saggi
- L'éternel Jugurtha, in L'Arche, nº 13, Parigi, 1946
- L'éternel exilé, Scelta di testi (1939–1950) raccolti e presentati da Tassadit Yacine, Parigi, 2002, Awal-Ibis Press
- Introduzione e traduzione in francese di: Antonio Corpora, Alta è la luce – Haute est la lumière – Poème, Tunisi, 1942, Les Amis des Cahiers de Barbarie

### Interviste
- Giuseppe Ungaretti / Jean Amrouche, Propos improvisés (testo edito da Philippe Jaccottet), Parigi, Gallimard, 1972
  - Trad. it.: Conversazioni radiofoniche, traduzione di Filomena Calabrese e Hamza Zirem, ed. Universosud 2017 ISBN 978-88-99432-19-5
- Entretiens avec Paul Claudel, 10 cassette, Editions du Rocher, 1986
- Estratti degli Entretiens Gide / Amrouche in Eric Marty, André Gide, qui êtes-vous?, Lione, La Manufacture, 1987
- Jean Giono, Entretiens avec Jean Amrouche et Taos Amrouche, Parigi, Gallimard, 1990
- Pierre-Marie Héron, Les écrivains à la radio: les entretiens de Jean Amrouche, Montpellier, Université Paul Valéry, 2000